# Markplaats
Markplaats was een Nederlands radioprogramma op de popzender NPO 3FM, gepresenteerd door Mark van der Molen. Het programma werd van maandag tot vrijdag van middernacht tot 02.00 uur uitgezonden, voor de omroep AVROTROS. Tot januari 2016 werd het programma verzorgd door PowNed.
Vanaf februari 2015 versterkte de diskjockey NPO 3FM met het programma Nogal wakker. Hij maakte van maandag tot en met vrijdag het programma Nogal wakker. Dit programma stopte eind mei. 
In januari draaide Saskia Weerstand tijdelijk op deze uren. Vanaf 2 februari 2015 werd dit nieuwe programma met Mark van der Molen uitgezonden, die de overstap maakt van Radio Veronica. Van der Molen is sinds 14 november 2016 te beluisteren in de middag, samen met Rámon Verkoeijen. Van der Molen verving Timur Perlin, die had besloten om voorlopig niets te gaan doen. Zijn tijdsslot werd overgenomen door Barend van Deelen.
21 Jaar TROS Pop · 3FM BPM: MinistryOfBeats · 3FM Weekend Request · 3voor12Radio · AdreneLine · Altijd de eerste · ...And all that jazz · Andres · Angelique · Angeliques Afternoon · Annemieke Hier · Annemieke Plays · Anoûl · Arbeidsvitaminen · De Avondspits · De avonturen van Mark · Barend · Barend & Benner · Barend en Wijnand · De Bende van Van der Lende · De Boem Boem Disco Show · The Breakfast Club · Claudia d'r op · Club Carter · Curry en Van Inkel · De Dansbar · Dansen met Delsing · Dit is Domien · Domien, Jouw Ochtendshow · ... & dit is Claudia · Ekstra Weekend · Eva · Eva en Giel · Evers staat op · Frank & Eva: Welkom bij de club! · Franks feestje · GIEL · Harm dB · Hein · Herman · Het Betere Werk · Hier! · Jamie · Jan-Paul · Jasper · Joost · Jorien · Kaat tot Laat · Kevin · Lang leve het weekend! · LEX · Lieke · Markplaats · Mark + Rámon · Mega Top 30 · Michiel · Obi · De ochtenddienst · Olivier · De Orde van de Nacht · Parels van de nacht · Partij voor de Vrijdag · (P)laatwerk · RabRadio · Radio op 'n broodje · Rob · Rob & Wijnand en de Ochtendshow · Sanderdome · Sanders Vriendenteam · Saskia en Olivier · Slapen is voor Losers! · Slapen kan altijd nog · De Steen en Been Show · Studio Saskia · Superrradio · Tannaz · Thijs · Timur op 3FM · Vera on Track · Vier Sas! · Vrij · Weekend Wijnand · Wijnand · @Work · Xnoizz